# Anna Sjöström
Anna Sjöström (23 de abril de 1977) é uma ex-futebolista profissional sueca que atuava como atacante.

## Carreira
Anna Sjöström fez parte do elenco da Seleção Sueca de Futebol Feminino, nas Olimpíadas de 2004. 